# První kategorie 1908
Soutěžní ročník  Prima Categoria 1908 (Campionato Italiano di Prima Categoria 1908) byl 11. ročník nejvyšší italské fotbalové ligy a konal se od 1. března do 17. května roku 1908. Turnaje se účastnily čtyři kluby ze čtyř měst.
Poprvé ovládl soutěž nový klub v soutěži Pro Vercelli, když ve finálové skupině měl o jeden bod více než Milanese.

## Události
Fotbalové kluby Milán, Turín a Janov se soutěže nezúčastnili, protože soutěž bojkotovali kvůli nařízení fotbalové federace. Ta nařídila zákaz hraní hráčům ze zahraničí. Juventus se k nim přidal až po vyřazení v předkole.

## Účastníci šampionátu
| Klub         | Město    | Provincie |
| ------------ | -------- | --------- |
| Andrea Doria | Janov    | Ligurie   |
| Milanese     | Milán    | Lombardie |
| Juventus     | Turín    | Piemont   |
| Pro Vercelli | Vercelli | Piemont   |

## Zápasy

### Předkolo

#### Liguria
- Andrea Doria postoupil do finále.

#### Lombardie
- Milanese postoupil do finále.

### Piemont
| 1. zápas 1. březen 1908 | Pro Vercelli        | 1 – 1 | Juventus              | Campo del Foro Boario, Vercelli |  |  |
|                         | Vincenzo Fresia 78' |       | 47' Giovanni Mazzonis | Rozhodčí: Umberto Meazza        |  |  |
|                         |                     |       |                       |                                 |  |  |

| 2. zápas 8. březen 1908 | Juventus | 0 – 2 | Pro Vercelli  | Stadio di Corso Sebastopoli, Turín |  |  |
| 16:00 SELČ              |          |       | Carlo Rampini | Rozhodčí: Agostino Recalcati       |  |  |
|                         |          |       |               |                                    |  |  |

- Pro Vercelli postoupil do finále.

### Finálová skupina
|  | Poz | Tým          | B | Z | V | R | P | VG | OG | B  |
|  | --- | ------------ | - | - | - | - | - | -- | -- | -- |
|  | 1   | Pro Vercelli | 6 | 4 | 2 | 2 | 0 | 5  | 3  | +2 |
|  | 2   | Milanese     | 5 | 4 | 2 | 1 | 1 | 8  | 4  | +4 |
|  | 3   | Andrea Doria | 1 | 4 | 0 | 1 | 3 | 4  | 10 | -6 |

Výsledky
- Milanese 5:1 a 2:1 Andrea Doria
- Pro Vercelli 0:0 a 2:1 Milanese
- Andrea Doria 1:2 a 1:1 Pro Vercelli

## Vítěz
| Prima Categoria Vítěz pro rok 1908 |
| ---------------------------------- |
| FC Pro Vercelli 1892               |
|                                    |